# Institución Educativa Emblemática Melitón Carvajal
El Institución Educativa Emblemática Melitón Carvajal fue fundado en 1948 en el distrito de Lince, en la ciudad de Lima, capital del Perú, con el nombre de Colegio Nacional. Su actual sede fue inaugurada en 1950, convirtiéndose en Gran Unidad Escolar. En el 2010 fue remodelada, siendo elevado a la categoría de Institución Educativa Emblemática. Cuenta con educación inicial, primaria y secundaria (técnica y humanidades) de menores; y una sección nocturna (primaria y secundaria de adultos).

## Historia
El colegio fue fundado por Resolución N.º 025 de 23 de enero de 1948, durante el gobierno constitucional de José Luis Bustamante y Rivero, con la denominación de Colegio Nacional. Funcionó inicialmente en una vieja casona de la Avenida Petit Thouars, N.º 1400, en el distrito de Lince (llamado entonces Lince y Lobatón), albergando a alumnos excedentes del Colegio Nacional Nuestra Señora de Guadalupe.
Instaurado el gobierno del general Manuel A. Odría en octubre de 1948, se estableció un Fondo de Educación Nacional destinado a la mejora y ampliación de los colegios nacionales, que pasarían a ser Grandes Unidades Escolares (G.U.E.). El primer beneficiado fue el Colegio Nacional de Lince, disponiendo su traslado a una nueva sede más amplia, de 50 184 m², en el mismo distrito, terreno que para el efecto fue expropiado. La primera piedra se colocó el 20 de julio de 1949, siendo finalmente inaugurado, con el rango de Gran Unidad Escolar, el día 15 de abril de 1950.
Constituyó dicha inauguración un acontecimiento relevante que contó con la presencia del mismo Odría (entonces presidente de la Junta Militar de Gobierno), su esposa María Delgado de Odría, el coronel Juan Mendoza Rodríguez (ministro de Educación Pública), el doctor Julio Chiriboga Vera (director de la Unidad y teórico del nuevo concepto de las grandes unidades escolares), el señor Carlos Campodónico (alcalde de Lince y Lobatón), miembros del cuerpo diplomático y otras personalidades.
Fue la primera de las grandes unidades escolares que formaron parte de un vasto plan de construcciones en toda la República, que llevó adelante dicho gobierno conocido después como el Ochenio de Odría.

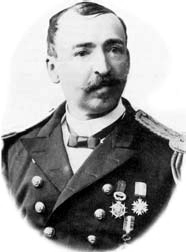
Manuel Melitón Carvajal, ilustre marino, que luchó en el combate de Angamos.

Fue bautizado con el nombre de un ilustre marino peruano que luchó en la Guerra del Pacífico: Manuel Melitón Carvajal Ambulodegui (1847-1935), compañero del almirante Miguel Grau y uno de los comandantes del monitor Huáscar, que tuvo un heroico comportamiento en el combate de Angamos, donde quedó gravemente herido.  Pero logró sobrevivir, llegó a ser ministro de Guerra y Marina y falleció en 1935 con el grado de Vicealmirante. La nieta del héroe, Aurora Carvajal de Cervantes, donó al museo del plantel la espada y el sombrero de pico de su ilustre ancestro.
Sus primeros directores fueron el profesor Juan F. Franco López (1948-50) y el filósofo Julio A. Chiriboga Vera (1950-52).

## Colegio emblemático
Mediante el decreto de urgencia Nº 004‐2009 dado por el segundo gobierno del presidente Alan García el 9 de enero de 2009 se creó el Programa Nacional de Recuperación de las Instituciones Públicas Educativas Emblemáticas y Centenarias, con el fin de modernizar y reforzar la infraestructura de 20 colegios en Lima y Callao, y otros 21 en el resto del país. Su objetivo era alcanzar, en las escuelas y colegios estatales, una educación de excelencia con igualdad de  oportunidades para todos.
El colegio Melitón Carvajal fue incluido en dicho programa y se empezaron inmediatamente las obras, en las que se invirtieron 19 169 550 nuevos soles (alrededor de 7 millones de dólares). La estructura remodelada fue inaugurada y entregada a la comunidad el día 26 de mayo del 2010, en una ceremonia que contó con la presencia de presidente Alan García y el ministro de Educación, José Antonio Chang Escobedo, este último exalumno carvajalino.
La estructura se eleva en 20 000 de los 50 000 m² del recinto y alberga ahora un centro de recursos tecnológicos, laboratorios de biología, química, física, talleres de mecánica, producción, carpintería, electricidad, electrónica, computación, industria del vestido, gastronomía y cosmetología. Además, un amplio gimnasio bien equipado, un estadio con césped sintético, pista atlética y una piscina.
Sin embargo, al igual que en el resto de los colegios emblemáticos reinaugurados por el presidente García, se cuestionó el hecho que muchas de las obras quedaran inconclusas, así como se denunciaron indicios de supuestas irregularidades en los costos de la remodelación.

## Directores
- Juan  Franco López (1948-1950)
- Julio A. Chiriboga Vera (1950-1952)
- Gerasimo García y García (1952-1954)
- Decio Rabanal Cárdenas (1954-1955)
- Emilio Champion de la Cadena (1955-1969)
- Jacinto Mujica Arana (1969-1970)
- Sergio Sánchez Ortiz (1970-1974)
- Rodolfo Charaja Ortega (1974-1976)
- Moisés Aguilar Villanueva (1976-1978)
- David Pareja del Portal (1978-1980)
- Raúl Falcón Garzo (1980-1983)
- Rodolfo Velarde Sánchez (1983-1984)
- Luis Parra Zarate (1984-1986)
- Luis Zambrano Vásquez (1986-1988)
- Odón Bustillos Quijano (1988-1997)
- Antonio Urbina Tirado (1998)
- Luis Florián Atencio (1998-1999)
- Franklin Torres Agreda (marzo-diciembre de 1999)
- Orestes Lizardo Flor (enero-febrero de 2000)
- Crisólogo Padilla Díaz (marzo de 2000-)
- Jhon Tarazona Norabuena (2012-2013)
- Cajahuaman Bravo Renato (2014)
- Soto Meza Consuelo Elizabeth (2015- )

## Carvajalinos destacados
- Rolando Carpio, músico guitarrista, compositor e ingeniero.
- José Antonio Chang Escobedo, expresidente del Consejo de Ministros y exministro de Educación.
- Luis Cruzado, futbolista.
- Segundo Galicia Sánchez, profesor e investigador.
- Pancho Guevara, músico baterista y cantante.
- Raul Herrera Aguirre, músico y primera guitarra de Los Belking's.
- Leoncio Luque, poeta, docente y promotor.
- Félix Murazzo, exministro del Interior del Perú.
- Hugo Neira Samanez, sociólogo, historiador y docente universitario, exdirector de la Biblioteca Nacional del Perú.
- Luis Edmundo Peláez Bardales, abogado, presidente del Consejo Nacional de la Magistratura de 2008 a 2010.
- Eduardo Ruiz Boto, exjefe del RENIEC.
- Wilfredo Sandoval Moreno, músico fundador y director de Los Belking's.
- Óscar Valdés Dancuart, exministro del Interior y expresidente del Consejo de Ministros del Perú (2011-2012).
- José Velásquez Castillo, futbolista.
- Vicente Amable Escalante, alcalde del distrito de Lince.[12]